# Bang Khu Wiang
Bang Khu Wiang (tiếng Thái: บางคูเวียง, phát âm [bāːŋ kʰūː wīa̯ŋ]) là một trong chín phó huyện (tambon) của huyện Bang Kruai, thuộc tỉnh Nonthaburi, Thái Lan. Phó quận xung quanh (theo chiều kim đồng hồ) là Bang Muang, Bang Len, Bang Krang, Bang Khun Kong, Maha Sawat và Plai Bang. Vào năm 2020 tổng dân số ở đây là 10.747 người.

## Phân cấp hành chính

### Hành chính trung tâm
Phó huyện được chia thành 7 làng (muban).
| No. | Tên                    | Tiếng Thái    |
| --- | ---------------------- | ------------- |
| 01. | Ban Bang Khu Wiang     | บ้านบางคูเวียง   |
| 02. | Ban Khlong Khue Khwang | บ้านคลองขื่อขวาง |
| 03. | Ban Bang Khu Wiang     | บ้านบางคูเวียง   |
| 04. | Ban Bang Kho           | บ้านบางค้อ      |
| 05. | Ban Bang Kho           | บ้านบางค้อ      |
| 06. | Ban Khlong Bang Na     | บ้านคลองบางนา  |
| 07. | Ban Khlong Bang Na     | บ้านคลองบางนา  |

### Hành chính địa phương
Toàn bộ khu vực phó huyện được bảo phủ bởi phó huyện thành phố Plai Bang (tiếng Thái: เทศบาลตำบลปลายบาง).